# الشقيقتان (مسلسل 2017)
الشقيقتان هو مسلسل تلفزيوني لبناني عُرض في عام 2017، من بطولة نادين الراسي، باسم مغنية وسارة أبي كنعان، من تأليف كلوديا مرشليان، ومن إخراج سمير حبشي.